# Centronia
Centronia é um género botânico pertencente à família Melastomataceae.

## Espécies
- Centronia brachycera, (Naudin) Triana
- Centronia laurifolia, D. Don
- Centronia mutisii, (Bonpl.) Triana
- Centronia peruviana, J. F. Macbr.

1. ↑  «Centronia — World Flora Online». www.worldfloraonline.org. Consultado em 19 de agosto de 2020